# Giro dell'Emilia 2010
Il Giro dell'Emilia 2010, novantatreesima edizione della corsa e valida come evento dell'UCI Europe Tour 2010, si svolse il 9 ottobre 2010 su un percorso di 195,6 km. La vittoria fu appannaggio dell'olandese Robert Gesink, che completò il percorso in 4h49'14", precedendo l'irlandese Daniel Martin e l'italiano Michele Scarponi.
Sul traguardo di San Luca 75 ciclisti, su 182 partiti da Bologna, portarono a termine la competizione.

## Ordine d'arrivo (Top 10)
| Pos. | Corridore          | Squadra            | Tempo    |
| ---- | ------------------ | ------------------ | -------- |
| 1    | Robert Gesink      | Rabobank           | 4h49'14" |
| 2    | Daniel Martin      | Garmin             | a 1"     |
| 3    | Michele Scarponi   | Androni Giocattoli | s.t.     |
| 4    | Aleksandr Kolobnev | Katusha            | a 11"    |
| 5    | Vincenzo Nibali    | Liquigas           | a 13"    |
| 6    | Domenico Pozzovivo | Colnago            | a 16"    |
| 7    | Jérôme Coppel      | Saur-Sojasun       | a 24"    |
| 8    | Xavier Tondó       | Cervélo            | a 40"    |
| 9    | Riccardo Riccò     | Vacansoleil        | a 50"    |
| 10   | Patrik Sinkewitz   | ISD-Neri           | a 54"    |